# Gouvernorat de Nouvelle-Andalousie
Pour les articles homonymes, voir Nouvelle-Andalousie.
1534–1617
Entités précédentes :
- Mapuches

Entités suivantes :
- Gouvernorat du Rio de la Plata
- Gouvernorat du Paraguay

Le gouvernorat de Nouvelle-Andalousie du Rio de la Plata était une région administrative de l'Empire espagnol créée en 1534. Le premier gouverneur fut Pedro de Mendoza.

## Historique
Le gouvernorat a été créé le 21 mai 1534.
Le territoire initialement attribué s'étendait de l'océan Atlantique à l'océan Pacifique, limité au nord et par le gouvernorat de Nouvelle-Tolède accordé à Diego de Almagro (au nord, à 25 ° 31 '36' 'sud (ligne reliant Taltal à Curitiba) et à 200 lieues au sud jusqu'au gouvernorat du Nouveau-Leon accordé à Simón de Alcazaba et Sotomayor - à 36 ° 57 '09' 'sud (ligne allant de Coronel à Pinamar) - de sorte qu'il incluait les républiques actuelles du Paraguay, le centre du Chili, le centre de l’Argentine, l’Uruguay et le sud du Brésil.
Comme les autres colonies, il s'agissait d'un gouvernement directement dépendant du Conseil des Indes (sauf lorsqu'elle dépendait officiellement de l'audience royale du Panama de 1539 à 1543. À partir de cette date, le territoire devient dépendant de la Vice-royauté du Pérou, les territoires du Rio de la Plata et du Paraguay deviennent des entités autonomes au sein de la vice-royauté du Pérou et du district de la Real Audiencia de Charcas. 
En 1617 a eu lieu la division de la juridiction administrative, en créant au nord le gouvernorat de Guayrá - plus tard connu sous le nom de gouvernorat du Paraguay - avec capitale à Asunción, et au sud, le gouvernorat du Rio de la Plata avec capitale à Buenos Aires